# Salomão (Príncipe)
Salomão ist ein kleiner Ort auf Príncipe im Distrikt Pagué im Inselstaat São Tomé und Príncipe.

## Geographie
Der Ort liegt in Luftlinie etwa  3 km westlich des Hauptortes Santo António im Landesinneren. Er befindet sich auf einem Hochplateau in ca. 200 m Höhe, am Nordfuß des Pico do Papagaio.